# Lev Slavin
Lev Slavin (în rusă Лев Исаевич Славин; n. 15/27 octombrie 1896, Odessa, Imperiul Rus – d. 4 septembrie 1984, Moscova, RSFS Rusă, URSS) a fost un scriitor și jurnalist rus.